# Artgemeinschaft – Germanische Glaubens-Gemeinschaft wesensgemäßer Lebensgestaltung
Die Artgemeinschaft – Germanische Glaubens-Gemeinschaft wesensgemäßer Lebensgestaltung e. V. war eine religiös-völkische, deutschgläubig-neuheidnische, rechtsextreme, allnordische und nordreligiöse, neonazistische Organisation in Deutschland. Sie vertrat völkisch-rassistisches, revisionistisches und antisemitisches Gedankengut. Ende September 2023 verbot Bundesinnenministerin Nancy Faeser den Verein und seine Teilorganisationen mittels Verfügung nach § 3 Vereinsgesetz und ordnete die Einziehung des Vereinsvermögens an. Es wurden Razzien im Bundesgebiet durchgeführt und die Website der Organisation abgeschaltet.
Bundesweit hatte die Artgemeinschaft etwa 150 Mitglieder. Ihre Rechtsform war die eines eingetragenen Vereins beim Registergericht in Berlin-Charlottenburg. Die Postanschrift wurde durch den Verein selbst in Ostheim angegeben. Die Artgemeinschaft wurde 1951 von Wilhelm Kusserow gegründet. Von 1989 bis 2009 wurde sie von Jürgen Rieger geleitet.

## Geschichte
Die Artgemeinschaft wurde 1951 von Wilhelm Kusserow in der Tradition der deutsch- und germanischgläubigen, neugermanischen Nordischen Glaubensgemeinschaft, deren Leiter Kusserow zuvor war, unter dem Namen Vertrauenskreis freigläubiger Gefährten gegründet. Ab 1957 war sie als eingetragener Verein unter dem Namen Artgemeinschaft tätig.
Die Geschichte der Artgemeinschaft ist von mehreren Zusammenschlüssen und Spaltungen geprägt. So schlossen sich 1965 die 1954 gegründete Nordisch-Religiöse-Gemeinschaft von Norbert Seibertz und in den 1980er Jahren die 1924 gegründeten Nordungen der Artgemeinschaft an. Nachdem 1980 Kusserow von jüngeren Mitgliedern abgesetzt wurde, verließ er die Artgemeinschaft und gründete mit ihm verbliebenen Anhängern den Treuekreis Artglaube Irminsul. Neuer Leiter wurde Guido Lauenstein, ihm folgte Wielant Hopfner nach. Ab 1989 bis zu seinem Tod im Jahr 2009 wurde sie von Jürgen Rieger, einem Gegner Kusserows, geleitet. Die Absetzung Kusserows war nicht mit einer inhaltlichen Neuorientierung verbunden. Allein die international gebräuchliche Bezeichnung Ásatrú wurde eingeführt. 1989 wurde der Vereinsname durch den Zusatz Germanische Glaubens-Gemeinschaft wesensgemäßer Lebensgestaltung erweitert. Unter Rieger versuchte die Artgemeinschaft die Rechtsnachfolge der alten Germanischen Glaubens-Gemeinschaft anzutreten und führte in dieser Frage einen Rechtsstreit mit der Germanischen Glaubens-Gemeinschaft Géza von Neményis. Die Gerichte entschieden in erster und zweiter Instanz für die GGG Neményis.
Zu den Vorläufern der Artgemeinschaft gehört vor allem die Nordische Glaubensgemeinschaft, die Kusserow 1927 als Abspaltung von der Deutsch-religiösen Gemeinschaft gegründet hatte und gleichzeitig versuchte, verschiedene nordische Gruppen zu vereinigen, zu denen neben den Nordungen auch die Germanische Glaubens-Gemeinschaft Ludwig Fahrenkrogs sowie Teile der Deutschgläubigen Gemeinschaft Otto Sigfrid Reuters mit Norbert Seibertz gehörten. Die Nordungen, die neben Norbert Seibertz wesentlich an der Gründung beteiligt waren, traten 1932 aus. Die Nordische Glaubensgemeinschaft dürfte etwa 1000 Mitglieder gehabt haben.
Im Jahr 1932 schloss sich die Nordische Glaubensgemeinschaft der Nordisch-Religiösen Arbeitsgemeinschaft an, deren Führer Norbert Seibertz und Kusserow die Nordisch-Religiösen aller Gemeinschaften sammeln wollten, um sich die Gleichberechtigung im Staat zu erkämpfen. Sie stellte sich von Anfang an in eine Front mit dem Nationalsozialismus. Im Christentum sah sie, ähnlich wie die Ludendorffer, ein „gefährliches Einfallstor des Asiatismus, des Judentums und des Marxismus“. Nachdem von Seiten der NSDAP jedoch keine Förderung erfolgte, schloss sich die Nordisch-Religiöse Arbeitsgemeinschaft der im Juli 1933 gegründeten Arbeitsgemeinschaft Deutsche Glaubensbewegung an, die von Jakob Wilhelm Hauer geführt wurde, wo sie dem radikalen Flügel angehörte und sich gegen die Beteiligung der Freireligiösen aussprach. Ziel der Bewegung Hauers war jedoch nicht die radikale Bekämpfung der christlichen Konfessionen, sondern die Gleichberechtigung mit den Kirchen als Dritte Konfession. Trotz der Radikalisierung der Arbeitsgemeinschaft Deutsche Glaubensbewegung trat sie aus, nachdem im Mai 1934 die Gründung einer eigenen Organisation der Deutschen Glaubensbewegung beschlossen wurde. Unter Seibertz, der eng mit Kusserow zusammenarbeitete, organisierte sich die Nordische Glaubensgemeinschaft im Oktober 1934 neu. Deren Zeitung wurde die Nordische Zeitung, die heftig gegen Hauer polemisierte und ihm seine frühere Zusammenarbeit „mit dem Juden Martin Buber“ vorwarf. Abzeichen der Nordischen Glaubensgemeinschaft war die silberne Hagalrune auf blauem Grund. Nach 1945 entstanden als Nachfolgeorganisationen die 1951 von Kusserow gegründete Artgemeinschaft sowie die 1954 von Seibertz gegründete Nordisch-religiöse Gemeinschaft. Vereinigungsversuche mit der Artgemeinschaft scheiterten. Nach dem Tod Seibertz’ trat die Nordisch-religiöse Gemeinschaft der Artgemeinschaft bei.

## Organisation
Die Artgemeinschaft wurde von dem Hamburger Rechtsanwalt Jürgen Rieger von 1989 bis zu dessen Tod im Oktober 2009 geführt. Zusätzlich war Rieger Landesvorsitzender der Hamburger NPD, stellvertretender NPD-Bundesvorsitzender sowie in der Neonazi-Szene und rechtsextremen Netzwerken aktiv.
Auf regionaler Ebene war die Artgemeinschaft in sogenannte „Gefährtschaften“ gegliedert.
Die Mitgliedschaft war nach rassistischen Gesichtspunkten geregelt, d. h. es konnten nur „nordentstammte“ Menschen Mitglied werden. Die Mitglieder gehörten verschiedenen Strömungen der rechten Szene an, angefangen von militanten Neofaschisten bis hin zu Vertretern der Neuen Rechten. Publizistisches Organ der Gruppe war die Nordische Zeitung, die in einer kleinen Auflage für Mitglieder erscheint, zusätzlich wurden eine Buch-, zwei Schriftenreihen sowie einige Einzelschriften herausgegeben.
Bekleidung, wie sie von rechtsextremen Skinheads getragen wird, war zumindest bei öffentlichen Veranstaltungen verpönt. Der nordrhein-westfälische Verfassungsschutz warnte davor, die Bedeutung der Artgemeinschaft in der rechtsextremen Szene wegen der geringen Mitgliederzahl und marginalen Außenwirkung zu unterschätzen, da personelle Verflechtungen und Verbindungen zum rechtsextremen Spektrum bestünden, insbesondere zu den Freien Kameradschaften.
Stephan Ernst, der Mörder von Walter Lübcke, war Mitglied der Artgemeinschaft, bis er im Jahre 2011 wegen ausstehender Mitgliedsbeiträge ausgeschlossen wurde.
Bekannte Mitglieder
- Pierre Krebs
- Heike Langguth
- Claus Nordbruch

## Hausdurchsuchung und Verbot
Am 27. September 2023 fand eine bundesweite Razzia gegen den Verein statt. Davon betroffen waren 39 Mitglieder in zwölf Bundesländern. In diesem Zug wurde die Artgemeinschaft von Bundesinnenministerin Nancy Faeser verboten. Begründet wurde das Verbot damit, dass sich die Artgemeinschaft „gegen den Gedanken der Völkerverständigung“ und „gegen die verfassungsmäßige Ordnung“ richtet. Auch alle Teilorganisationen, zu denen sogenannte „Gefährtschaften“, „Gilden“, „Freundeskreise“ und das „Familienwerk e. V.“ gehören, sowie die Vereinszeitschrift Nordische Zeitung sind vom Verbot betroffen. Das Verbotsverfahren fiel mit dem Verbotsverfahren der Hammerskins zusammen, welches eine Woche zuvor erfolgt war. Als Vereinslogo fungierte die nordische Irminsul mit dem Nordstern sowie dem Sternbild des „Großen Wagens“. Diese Kombination der beiden Symbole ist seitdem verboten und darf nicht öffentlich gezeigt werden. Ob das Verwenden des auch in esoterischen Kreisen und Musik-Subkulturen beliebten Symbols ohne Bezugnahme zur Artgemeinschaft zukünftig nach § 86a StGB strafbar ist, bleibt abzuwarten.
Durchsucht wurden Wohnhäuser in Bayern, Baden-Württemberg, Brandenburg, Hessen, Mecklenburg-Vorpommern, Niedersachsen, Nordrhein-Westfalen und Thüringen. Auch Grundstücke und Autos waren im Visier der Ermittler.

## Glaubenslehren und Ideologie

### Völkisches „Artbekenntnis“ und Rassismus
Die Artgemeinschaft verstand sich als Glaubensgemeinschaft von Menschen, die von nordisch-germanischer Art („überwiegend nordisch-fälischer Menschenart“) sind und sich zu der in den Publikationen der Gemeinschaft postulierten „Art“ (Rasse) religiös bekennen wollen. Sie orientierte sich nicht am germanischen Polytheismus, sondern pflegte wie andere Deutschgläubige eher einen arteigenen Monotheismus und bezeichnete ihr „nordisch-germanisches Heidentum“ als Artbekenntnis. Die Vereinigung berief sich auf „germanische Sittengesetze“. So forderte Jürgen Rieger ein „Sittengesetz unserer Art“, das die „gleichgeartete Gattenwahl, die Gewähr für gleichgeartete Kinder“ sowie „Härte und Hass gegen Feinde“ vorschreibt.

### Glaubenslehre und Rezeption völkischer Ideologeme
Im „Artbekenntnis“ hieß es u. a.:
1. Alles Leben wirkt nach Naturgesetzen. Uns offenbart sich das Göttliche in diesen ewigen, ehernen Gesetzen, gegen die zu verstoßen widersinnig ist. Wir bekennen uns zu einem Leben im Einklang mit den Naturgesetzen.
2. Kampf ist Teil des Lebens; er ist naturnotwendig für alles Werden, Sein und Vergehen. Jeder einzelne von uns wie unsere gesamte Art stehen in diesem Ringen. Wir bekennen uns zu diesem nie endenden Lebenskampf.
3. Die Menschenarten sind verschieden in Gestalt und Wesen. Diese Verschiedenheit ist sinnvolle Anpassung an die unterschiedlichen Naturräume. Wir bekennen uns zur Erhaltung und Förderung unserer Menschenart als höchstem Lebensziel, denn auch sie ist eine Offenbarung des Göttlichen (…)
12. Der Mensch ist unsterblich in den Nachkommen und Verwandten, die sein Erbe teilen. Nur sie können unsere von den Ahnen erhaltenen Anlagen verkörpern. Wir bekennen, dass der höchste Sinn unseres Daseins die reine Weitergabe unseres Lebens ist.
Die Glaubenslehren der Artgemeinschaft vertraten ein Leben im Einklang mit den Naturgesetzen und die Auffassung, dass das Leben ständigen Kampf bedeutet. Der Glaube an ein Leben nach dem Tod wurde abgelehnt. Stattdessen wurde gelehrt, dass jeder Mensch in den Erbanlagen seiner Nachkommen weiterlebt. Daher kam der Ahnenverehrung wesentliche Bedeutung zu. Weitergabe des genetischen Erbes der Art (Rasse) an die Nachkommen ließe sich sicherstellen, wenn die Ehepartner weitgehend identisch aussehen, d. h. von „nordisch-fälischer“ Rasse seien. Als schwerer Verstoß gegen das postulierte Sittengesetz galten Rassenschande, Verrat und Meineid. Das Leben im Einklang mit den Naturgesetzen wurde auch als Erhaltung der Rassereinheit verstanden.
Laut Rainer Fromm war „ein Glaube an Götter“ „kein entscheidendes religiöses Kriterium“ der Artgemeinschaft und wurde von den Mitgliedern unterschiedlich gelebt, bindend sei jedoch die kompromisslose Achtung der Naturgesetze gewesen. Aufgrund der Forderung nach „Wehrhaftigkeit bis zur Todesverachtung gegen jeden Feind von Familie, Sippe, Land, Volk, germanischer Art und germanischem Glauben“ und der „Härte und Hass gegen Feinde“ sieht Fromm die „Artgemeinschaft“ „als eine Art esoterischer Wagenburg gegen eine feindlich gesehene Lebenswelt“. Weil die Artgemeinschaft schrieb: „In einer ‚multikulturellen Gesellschaft‘ mit einer Vielzahl von Rassen und Völkern, die die Politiker anstreben, können wir unsere eigene Lebensart und unser genetisches Erbe nur im Rahmen einer eigenen Religionsgemeinschaft bewahren“ (Quelle: Jürgen Rieger, Flugblatt Nr. 2), sei „die Artgemeinschaft nicht nur eine esoterische, sondern auch eine sehr politische Organisation“.
Die Rezeption der Hexe und der Hexenverfolgung orientierte sich laut Felix Wiedemann „eindeutig am altvölkischen Schrifttum: Die Hexe verkörperte hier jeweils eine spezifisch arteigene, germanisch-heidnische Tradition, die die Kirche habe zerstören wollen.“ Die ermordeten Hexen und Ketzer seien Opfer der Zwangschristianisierung.

### Ablehnung der Ariosophie
Rainer Fromm schrieb in der von der Hamburger Behörde für Inneres herausgegebenen Publikation Brennpunkt Esoterik zum Verhältnis zur Ariosophie „Im Gegensatz zu anderen Organisationen aus dem neuheidnischen Spektrum bezieht sich die Artgemeinschaft nicht auf Guido von List und Lanz von Liebenfels. Wichtige theoretische Vorbilder seien hingegen Schopenhauer, Nietzsche, Eduard von Hartmann und Feuerbach, mit deren Hilfe man der „christlichen Moral“ eine „von heidnischen Vorstellungen ausgehende Ethik“ entgegensetzen möchte“. Jürgen Rieger berief sich zudem auf die Religionskritik von William Stewart Ross und auf Kritiker des geschichtlichen Christentums wie Otto von Corvin und Karlheinz Deschner. Charles Darwin wird als „Zertrümmerer der biblischen Schöpfungsgeschichte“ gelobt.

### Verschwörungstheorien
Von der Artgemeinschaft wurden auch populäre Verschwörungstheorien einer Verknüpfung von Zionismus, Plutokratie und Weltherrschaftsstreben aufgegriffen.
Sie bekämpfte jüdisch- und christlich-humanistische Moralvorstellungen zugunsten eines der Natur und der Tierwelt entlehnten angeblichen „Rechtes des Stärkeren“ (Sozialdarwinismus).

## Feiern und Symbole
Die Artgemeinschaft befasste sich vorrangig mit Brauchtum. Es wurden vor allem germanisch-heidnische Festtage wie Wintersonnenwende, Ostern, Sommersonnenwende und Erntedank, Tagundnachtgleichen im Frühjahr und Herbst sowie einige weitere Feiertage begangen; an den jährlichen Sonnwendfeiern nahmen auch zahlreiche Personen und ehemalige Aktivisten aus der rechtsextremen Szene teil.

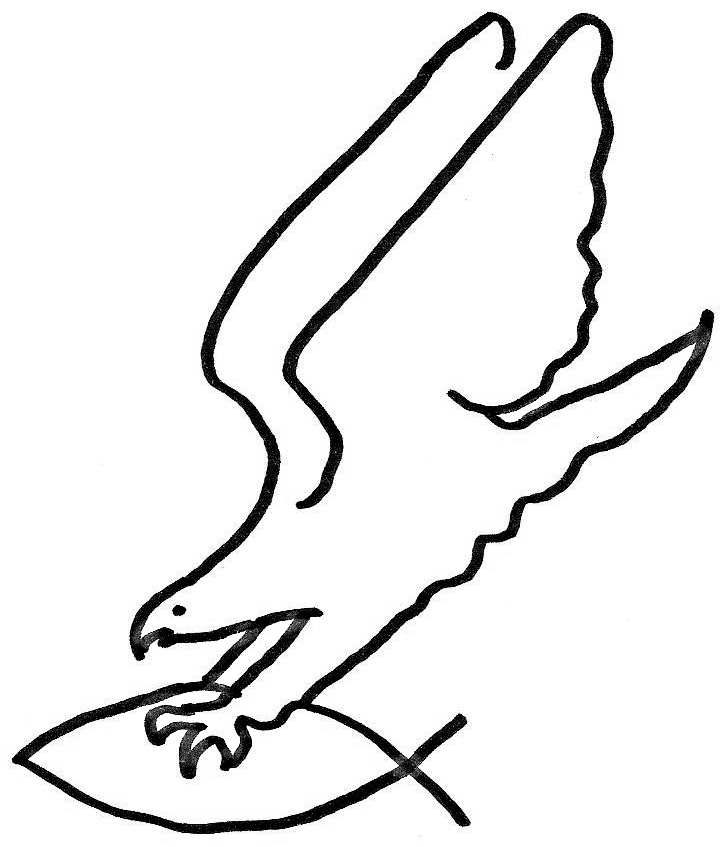
Symbol „Adler fängt Fisch“

Zu der verbreiteten heidnischen Symbolik gehörte die Irminsul, ein Symbol für den Weltenbaum oder die Weltesche Yggdrasil, die das Dach der Welt trägt. Sie galt als Gegensymbol zum christlichen Kreuz und war im Nationalsozialismus Symbol des Vereins Forschungsgemeinschaft Deutsches Ahnenerbe e. V., einer pseudowissenschaftlichen Forschungseinrichtung unter Leitung der SS. Sie war das Symbol der heidnisch-germanischen Artgemeinschaft.
Ein weiteres von der Artgemeinschaft verwendetes Symbol war das des Adlers, der mit seinen Klauen den „christlichen Fisch“ (ΙΧΘΥΣ ICHTHYS) greift. Das Symbol wurde als Marke „Adler greift Ichthys“ 2002 durch Rieger für die Artgemeinschaft beim Deutschen Patent- und Markenamt angemeldet und unter der DPMA-Registernummer 302381058 in das Markenregister eingetragen.
Das Symbol galt in der völkischen Rechten als Wehrsymbol eines vorgeblich deutschen Heidentums gegen eine behauptete, seit über tausend Jahren währende Gewaltausübung der Christenheit. Auch dieses Symbol, das vor allem als Auto-Aufkleber Verwendung fand, ist seit dem Verbotsverfahren gemäß § 86a StGB verboten.

## Ähnliche Organisationen
- Der Armanen-Orden ist eine 1976 gegründete germanisch-neuheidnische Organisation mit Sitz im Bayern.